# Мунте, Йохан
Йохан Мунте (норв. Johann Wilhelm Normann Munthe, 27 июля 1864, Берген — 18 декабря 1935, Пекин) — генерал-лейтенант китайской армии.

## Биография
Йохан Мунте родился в 1864 году (Берген , Норвегия) в семье купца Кристофера Мунте. Когда отец Йохана умер, то семья в 1874 году переехала к родственникам в Христианию. В 1884 году он поступил в унтер-офицерскую кавалерийскую школу, которую закончил в 1886 году. После окончания кавалерийской школы он в 1887 году эмигрировал в Китай, домой в Норвегию он приезжал только один раз в 1907 году.
В Китае он начал работать как таможенник в Тяньцзине, в то время там служило много иностранцев. Там же Мунте изучал китайский язык. Служил на таможнях в Янтае и Нинбо, служил  также в таможенной службе в Корее.
В 1894 году, во время японо-китайской войны, завербовался в китайскую армию и остался в армии как инструктор кавалерии под командованием Юань Шикая, где проводил модернизацию китайской армии по европейскому образцу.
Во время Боксёрского восстания в 1900 году принимал участие в боевых действиях, за что был награждён знаком отличия Военного ордена 4-й степени и медалью «За поход в Китай 1900—1901». Также у него был орден Святого Станислава I степени .
1902 году Мунте был произведён в полковники, в 1909 году был повышен до генерал-майора. В том же году он уволился с военной службы и вернулся на работу в таможенную службу в Тяньцзине. Однако в 1911 году, после Синьхайской революции, Мунте вернулся в китайскую армию, где получил звание генерал-лейтенанта.
Кроме того Йохан Мунте был известен как коллекционер китайского искусства, его коллекция включала фарфор, картины, костюмы, статуи в бронзе и мраморе. Коллекция в настоящее время находится в Бергене в Vestlandske Kunstindustrimuseum.
Генерал Мунте был отчимом сэра Александра Грэнтхэма, губернатора Гонконга с 1947 по 1957 год.
Умер генерал-лейтенант Йохан Мунте 18 декабря 1935 года в Пекине, похоронен там же.